# Careless Love
"Careless Love" is een 'traditional' van onbekende oorsprong, die later als jazzstandard door heel wat bekende vocalisten in hun repertoire werd opgenomen. Het eerste en bekendste arrangement met muziek en tekst dateert uit 1921 en staat op naam van W.C. Handy, Spencer Williams en Martha Koenig.

## Tekst
De Blues-versies zijn heel populair. Alhoewel de tekst in de verschillende versies vaak wordt aangepast, vertelt het liedje gewoonlijk over liefdesverdriet dat voortvloeit uit 'careless love', zorgeloze, liefde; liefde die met onverschilligheid wordt beantwoord. Vaak dreigt dan de vertolker ermee haar of zijn onberekenbare geliefde te zullen doden.
Love, oh love, oh careless love,
You fly to my head like wine,
You've ruined the life of many a poor girl,
and you nearly wrecked this life of mine
Liefde, O zorgeloze liefde
Die vloeit naar mijn hoofd als wijn
Je verwoestte het leven van zovele meisjes
Bijna vernietigde je ook het mijne

## Vertolkingen
"Careless Love" was aan het begin van de 20e eeuw een van de populairste nummers uit het repertorium van Buddy Boldens orkest. Sindsdien is het een jazz- en bluesstandard gebleven. Honderden opnames werden van het lied gemaakt, in verschillende stijlen: van folk, blues, jazz, country tot popmuziek. Tot de meest opmerkelijke ervan behoren die van Bessie Smith, Marilyn Lee, Ottilie Patterson, Pete Seeger, George Lewis. Big Joe Turner maakte in zijn lange carrière verschillende opnames van het nummer. Fats Domino bracht er een plaat mee uit in 1951, en het werd ook gezongen door Elvis Presley, Entrance, Louis Armstrong, Lonnie Johnson, Dave Van Ronk, Leadbelly, Janis Joplin, Siouxsie Sioux, Joan Baez, Ray Charles, Dr. John, Madeleine Peyroux, Bob Dylan, alsook door Johnny Cash, Frankie Laine, Skip James en Harry Connick jr.